# Xã Union, Quận Jefferson, Kansas
Xã Union (tiếng Anh: Union Township) là một xã thuộc quận Jefferson, tiểu bang Kansas, Hoa Kỳ. Năm 2010, dân số của xã này là 1.734 người.